# 谷口雅美
谷口雅美（1976年9月17日—），出生於日本宮崎縣宮崎市，是日本女子排球運動員，身高177公分，體重62公斤，場上位置為主攻。

## 生涯簡介
谷口於小學四年級開始打排球。1995年完成了宮崎日大高等學校的課程後，加入小田急Juno排球隊。1999年小田急正式廢部，輾轉加入了日立Beniflu，不料2001年日立又廢部，谷口再轉會到JT Marvelous至今。而在第五屆V1 League到第十二屆V.League，谷口成為了當時所屬隊伍的主將。
憑著自身強勁的跳躍力以及高質素的扣殺能力，谷口在2006-07年度的V.Premier League中創下本土選手得分最多的紀錄，並成功為JT Marvelous奪得亞軍的成績，谷口也因此獲得最佳六人獎。
2009年，谷口獲得真鍋政義的垂青而成功加入日本女排大軍，這是自1999年以來的第二次。而在同年世界女排大獎賽總決賽對巴西一戰中，谷口被換入上場，以優異的表現證明了自我身價，球技依然寶刀未老，因而獲得好評。

## 自身軼事
- 因為明朗的性格贏得了不少球迷的芳心，很多球迷都稱她為「隊長」。
- 綽號Natsu的由來是家鄉宮崎縣的著名水果 - 日向夏（ヒュウガナツ）。
- Challenge League球隊 - 健祥會Red Heart的選手谷口由美惠是其親姐姐。
- 在日立廢部後，谷口當時加入JT Marvelous的期望非常強烈。恰巧的是當時JT的監督正好是小田急時期的指導教練 - 一柳昇。

## 生涯及得獎經歷
- 生涯簡歷

宮崎日大高等學校→小田急Juno（1995-1999年）→日立Beniflu（1999-2001年）→JT Marvelous（2001年至今）
- 日本女排 - 1999年、2009年
- 獲得獎項
  - 2003年 - 第五屆V1 League最優秀選手獎
  - 2003年 - 第52屆黑鷲旗錦標賽最佳六人
  - 2004年 - 第53屆黑鷲旗錦標賽敢鬥獎、最佳六人
  - 2007年 - 2006-07年度V.Premier League最佳六人
  - 2008年 - 第57屆黑鷲旗錦標賽敢鬥獎、最佳六人
  - 2009年 - V.League榮譽獎（長期活躍選手）
  - 2009年 - 第58屆黑鷲旗全日本排球選拔賽最佳六人

## 外部連結
- JT Marvelous官方網站（页面存档备份，存于）
- 谷口雅美個人檔案（JT Marvelous官方網站內）（页面存档备份，存于）